# Oskajärvi
Oskajärvi är en sjö i Finland. Den ligger i kommunen Ilomants i landskapet Norra Karelen, i den sydöstra delen av landet, 400 km nordost om huvudstaden Helsingfors. Oskajärvi ligger 152,5 meter över havet. Den är 11,4 meter djup. Arean är 3,75 kvadratkilometer och strandlinjen är 17,79 kilometer lång. Sjön  ingår i Vuoksens huvudavrinningsområde.   I omgivningarna runt Oskajärvi växer i huvudsak blandskog.
I sjön finns flera öar. De största är Pirttisaari och Saunasaari.